# فؤاد شفیق
فؤاد شفیق (عربی: فؤاد شفيق؛ زادهٔ ۱۶ اکتبر ۱۹۸۶) بازیکن فوتبال اهل مراکش است.
از باشگاه‌هایی که در آن بازی کرده‌است می‌توان به دیژون اشاره کرد.
وی همچنین سابقه ۲ بازی برای تیم ملی فوتبال مراکش را در کارنامه دارد.